# یک سال
یک سال (به فرانسوی: Une Année) اولین آلبوم موزیکال گروه کره‌ای ای پینک است که در ۹ مه ۲۰۱۲ منتشر شد. این آلبوم آخرین همکاری هونگ یوک یانگ با گروه ای پینک بود.
آهنگ "Hush" از این آلبوم به عنوان آهنگ اصلی و برای ترویج آلبوم استفاده شد. آهنگ‌های "I Got You" و "Sky High" از این آلبوم با همکاری جوکر آماده شدند و ای پینک با شین سادونگ تایگر، سوپر چانگدای و کیم گئون وو هم در این آلبوم همکاری کردند.
آهنگ "April 19th" از این آلبوم در ۱۹ آوریل ۲۰۱۲ به مناسبت اولین سالگرد ای پینک منتشر شد. متن این آهنگ را پارک چورونگ، لیدر ای پینک شخصاً نوشت و اعلام کرد متن این آهنگ حرف‌های اعضای گروه با طرفدارانشان است.
آهنگ اصلی آلبوم یعنی "Hush" در ۹ می منتشر شد. موزیک ویدئو Hush هم در ۸ می منتشر شده بود و یک ویدئو تمرین رقص این موزیک ویدئو هم در ۱۴ می منتشر شد. ورژن ژاپنی Hush هم بعدها برای آلبوم ژاپنی ای پینک ساخته شد. آهنگ "Bubibu" از این آلبوم هم در ۶ ژوئیه ۲۰۱۲ منتشر شد و آهنگ "Cat" هم سه روز بعد از آن منتشر شد.

## لیست آهنگ‌ها
| Digital download | Digital download                                  | Digital download                    | Digital download                      | Digital download |
| شماره            | نام                                               | سراینده                             | آهنگساز                               | مدت              |
| ---------------- | ------------------------------------------------- | ----------------------------------- | ------------------------------------- | ---------------- |
| ۱.               | «Une Année (Intro)»                               | Bumi, Nyangi                        | Bumi, Nyangi                          | ۰:۵۷             |
| ۲.               | «Hush»                                            | رادو، هیو وو                        | رادو، هیو وو                          | ۳:۳۰             |
| ۳.               | «Cat» (고양이; Goyangi)                           | می بی                               | Kim Gunwoo (aka Secret K)             | ۳:۳۳             |
| ۴.               | «۰۴۱۹» (۴월 ۱۹일; lit. "April 19")                | پارک چورونگ                         | کیم جین هوان                          | ۴:۱۹             |
| ۵.               | «Bubibu»                                          | گلدن دو هیون، پلایینگ چیلد          | گلدن دو هیون، پلایینگ چیلد، شیم من جو | ۳:۴۰             |
| ۶.               | «Step»                                            | هیو وو                              | شین سادونگ تایگر، هیو وو              | ۳:۳۸             |
| ۷.               | «Boy»                                             | سوپر چانگدای                        | سوپر چانگدای                          | ۳:۰۴             |
| ۸.               | «I Got You»                                       | شین سادونگ تایگر، جوکر، کیم تائه جو | شین سادونگ تایگر، جوکر، کیم تائه جو   | ۳:۱۹             |
| ۹.               | «Sky High» (하늘 높이; Haneul Nopi) (feat. Joker) | سوپر چانگدای                        | سوپر چانگدای                          | ۳:۲۵             |
| مجموع مدت:       | مجموع مدت:                                        | مجموع مدت:                          | مجموع مدت:                            | ۲۹:۱۵            |